# Ню уейв
Ню уейв (на английски: new wave) е музикален жанр, който просъществува от началото на 1970-те години до средата на 1980-те. Той е поджанр на рок музиката и възниква редом с пънк рока. Подобно на него, той е реакция против поп-културата на 70-те. Влияние върху Ню Уейв-а оказват различни стилове като: рокендрол от времето на хипарите, също: ска, реге, електронна музика, диско, фънк и други. Терминът, първоначално, се използва като синоним на пънка, преди да започне да се възприема като самостоятелен жанр, включващ елементи от електронната и експерименталната музика, субкултурата мод, както и от диското, рока и поп музиката от 60-те години.
Въпреки че включва голяма част от оригиналното звучене и дух на пънка (например отдаването на значение на кратките и ударни песни), ню уейвът се характеризира с по-голяма сложност както в музиката, така и в текстовете си. През 90-те, първите 10 години на 21. век и 10-те години на 21. век жанрът е подхванат от възродителски движения. Той оказва влияние върху движението на инди рока.
Една от най-известните групи, популяризирали този стил, е Депеш Мод. Понятието „нова вълна“ е измислено от Сеймур Стейн – собственик на независимата музикална компания „Sire Records“ през 1978 година, след като в едно интервю за музикално списание той се опитал да определи стилът на музиката на групата „Токинг Хедс“, която записва албумите си в неговата фирма. Сеймур имал предвид нещо като нова вълна на ъндърграунд стила – така в Америка се наричала музикалната стилистика, която по-късно в Европа била наречена „пънк рок“.
В Европа от началото на 80-те понятието придобива по-различен и по-широк смисъл. Под общия знаменател на ню-уейв са поставяни групи с различни, но трудна за квалифициране музика. Като ню-уейв групи са определяни такива, чиято музика е родееща се със стиловете ска, реге, синти- и електропоп, пост-пънк. През 80-те пост-пънк (мелодичен вариант на пънк) и синти-поп са двете субтечения, с които се свързва понятието ню-уейв.
В България „Новата вълна“ се характеризира с изпълнители като: „Тангра“, „Спринт“, „Клас“, „Атлас“, „Милена и Ревю“, „Кале“, „Нова генерация“, „Мъртви поети“, „Абсолютно начинаещи“, „Мефисто“, „Синтез“ а в по-ново време „Жълти стъкла“.
В световен мащаб са: „The Cure“, „Depeche Mode“, „Duran Duran“, „ULTRAVOX“, „A-ha“, „Alphaville“, „Simple Minds“, „Siouxsie and the Banshees“, „Echo and The Bunnymen“, „New Order“, „The Human League“.